# Саяджирао Гаеквад III
Саяджирао Гаеквад III (маратх. सयाजीराव गायकवाड, урожд. Шримант Гопалрао Гаеквад; 11 марта 1863 — 6 февраля 1939) — махараджа Бароды в 1875—1939 гг. Получил известность благодаря активной реформаторской политике в своём княжестве, поддержке индийской культуры и науки.

## Ранние годы и вступление на престол
Семья будущего князя относилась к боковой ветви рода Гаеквадов. Однако, после того как английская администрация отстранила предыдущего князя из-за неэффективного управления (князь Мальхар Рао растратил практически всю казну на предметы роскоши и пытался отравить английского резидента), двенадцатилетний Шримант Гопалрао был возведён на престол Бароды получив тронное имя Саяджирао. Регентом при малолетнем князе стал Мадхава Рао — один из наиболее даровитых чиновников Индийской Гражданской Службы. Мадхаве Рао удалось навести порядок в расстроенных предыдущим правлением делах княжества.

## Правление
Во время правления Саяджирао III в Бароде были проведены реформы в социальной сфере — запрещены детские браки, разрешены разводы, ограничена дискриминация неприкасаемых. Саяджирао III стремился распространить начальное образование на всё население Бароды. В 1906 году был издан указ о всеобщем начальном образовании. В Бароде началось развитие текстильной промышленности и железнодорожного транспорта. В 1908 году был основан Банк Бароды, ставшим одним из крупнейших банков Индии. В княжестве была создана сеть библиотек. В 1881 году в столице княжества был основан колледж (в 1949 году преобразован в университет имени Саяджирао III). Князь также способствовал открытию университета в Варанаси. Как и многие индийские князья Саяджирао III оказывал покровительство индийским музыкантам и художникам. В 1894 году в Бароде был создан музей индийского искусства.

## Политические взгляды
Саяджирао III был известен своими связями с деятелями индийского национального движения — в Бароде долгое время работал Дадабхай Наороджи (впоследствии первый индиец — член английского парламента). На деньги Саяджирао многие молодые индийцы получили образование в Европе и США (среди них был и Бхимрао Амбедкар — будущий лидер движения неприкасаемых). В 1890-е годы секретарём князя был Ауробиндо Гхош вскоре ставший одним из лидеров бенгальских революционеров. Связи Саяджирао III c деятелями Индийского национального конгресса в 1920-е годах вызывали недовольство британской администрации.
Саяджирао скончался в 1939 году, после 63-летнего правления. Ему наследовал внук — махараджа Пратап Сингх Гаеквад.